# فاسيلي كراسيف
فاسيلي كراسيف (بالروسية: Карасёв, Василий Николаевич) مواليد 14 أبريل 1971 في سانت بطرسبرغ، هو مدرب كرة سلة روسي ولاعب معتزل. بدأ مسيرته الاحترافية في سنة 1990. يدرب فريق زينيت سانت بطرسبرغ. يبلغ طوله 6 قدم 4 بوصة (1.9 م). حقق المركز الثاني في بطولة كأس العالم لكرة السلة 1994. اعتزل اللعب في 2009.

## المسيرة الاحترافية
لعب مع نادي سسكا موسكو لكرة السلة في الدوري الروسي من سنة 1992 إلى 1996، ثم لعب مع نادي أنادولو إفيس لكرة السلة في موسم 1996–1997، ثم لعب مع ألبا برلين في الدوري الألماني في موسم 1997–1998، ثم لعب مع نادي إراكليس سالونيك لكرة السلة في موسم 2000–2001، ثم لعب مع لوكوموتيف كوبان في الدوري الروسي في موسم 2002–2003، ثم لعب مع خيمكي من سنة 2003 إلى 2005.

## الميداليات
| الميدالية | المسابقة                         |
| --------- | -------------------------------- |
| فضية      | بطولة كأس العالم لكرة السلة 1994 |
| فضية      | بطولة كأس العالم لكرة السلة 1998 |
| فضية      | بطولة أمم أوروبا لكرة السلة 1993 |
| برونزية   | بطولة أمم أوروبا لكرة السلة 1997 |

## روابط خارجية
- فاسيلي كراسيف على موقع الاتحاد الدولي لكرة السلة (الإنجليزية)
- فاسيلي كراسيف على موقع الدوري الأوروبي لكرة السلة (الإنجليزية)
- فاسيلي كراسيف على موقع كرة السلة الأوروبية.كوم (الإنجليزية)
- فاسيلي كراسيف على موقع DraftExpress.com (الإنجليزية)
- فاسيلي كراسيف على موقع ريلجم (الإنجليزية)
- فاسيلي كراسيف على موقع بروبوليرز (الإنجليزية)
- فاسيلي كراسيف على موقع سبورتس رفرنس (الإنجليزية)